# حارة الطبري (صنعاء)

تعديل مصدري - تعديل

الطبري هي إحدى حارات حي القابل بمدينة الروضة شمال العاصمة اليمنية "صنعاء"، بلغ تعداد سكانها 250 نسمة حسب تعداد اليمن لعام 2004.